# Barry Hawkins
Pour les articles homonymes, voir Hawkins.

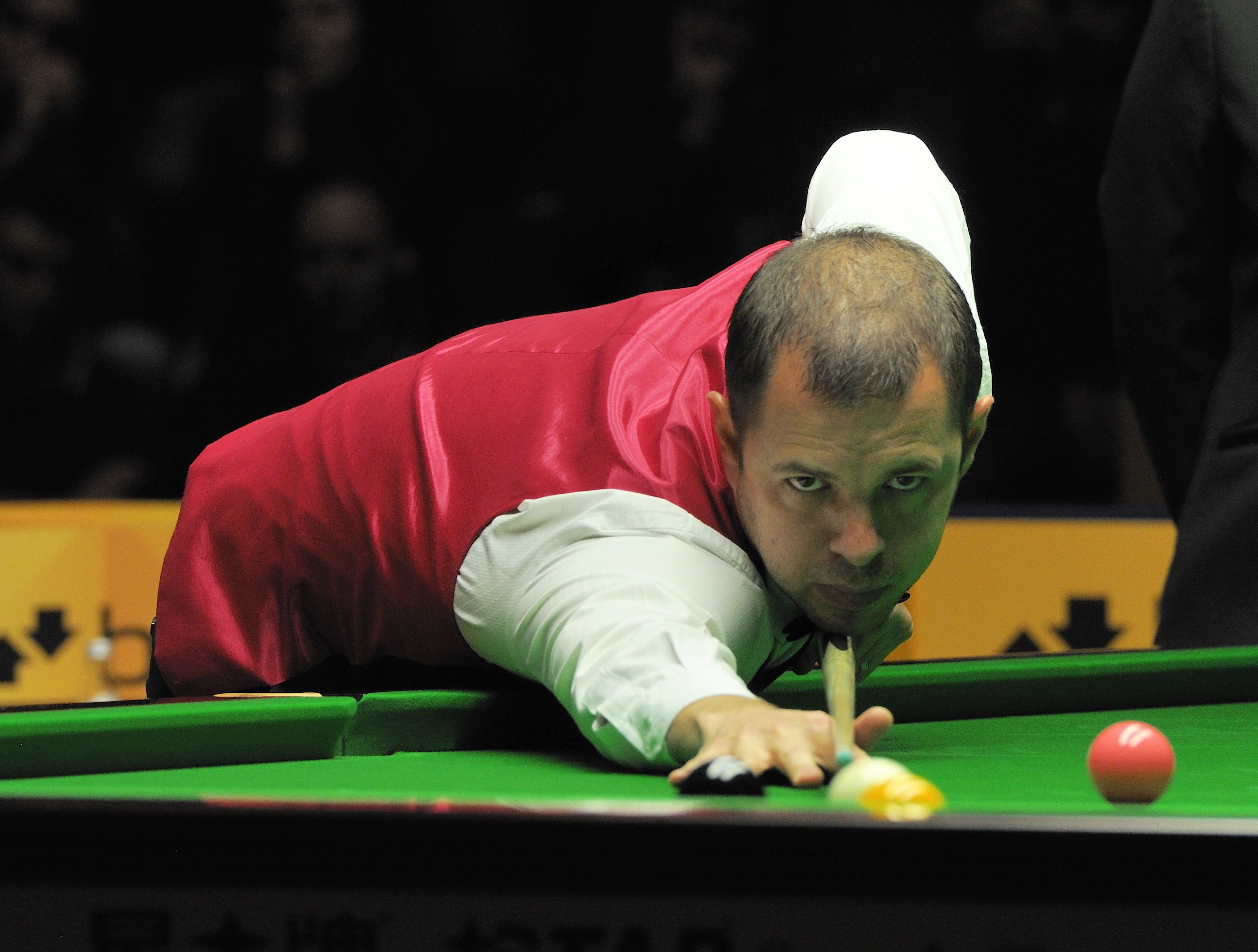
Barry Hawkins (2013).

Barry Hawkins, né le 23 avril 1979 à Dartford, dans le Kent en Angleterre, est un joueur de snooker professionnel anglais. 
Il s'illustre particulièrement au championnat du monde. En 2013, il atteint la finale, mais s'incline face à Ronnie O'Sullivan, sur le score de 12 à 18. En 2014, il atteint les demi-finales et perd également contre Ronnie O'Sullivan, 7 à 17. En 2015, il atteint une fois de plus les demi-finales et, cette fois, il perd 9 à 17 contre Shaun Murphy. En 2017 et 2018, Hawkins atteint de nouveau ce stade de la compétition et est cette fois-ci éliminé par John Higgins (8 à 17) et Mark Williams (15 à 17).
En plus de bien réussir le championnat du monde, Barry Hawkins a également remporté quatre tournois de classement ; l'Open d'Australie 2012, le championnat des joueurs 2014, le Grand Prix mondial 2017 et le Masters d'Europe 2023.
Il participe également à deux finales de Masters, ainsi qu'à une finale au championnat du Royaume-Uni, mais les perd toutes les trois.

## Carrière

### Début de carrière professionnelle (1996-2004)
Devenu professionnel en 1996, Hawkins abandonne son métier de commis de bureau pour se consacrer au snooker. Hawkins montre son potentiel en atteignant les quarts de finale à la coupe LG 2001, éliminant notamment Fergal O'Brien et Marco Fu. L'année suivante, il va jusqu'au troisième tour d'un tournoi, battant le no 3 mondial de l'époque, Ronnie O'Sullivan, au deuxième tour de l'Open d'Écosse.
En 2004, il va jusqu'en quart de finale de l'Open de Grande-Bretagne, dominant Joe Perry, Peter Ebdon et Stuart Bingham. Il finit cependant par s'incliner face à son compatriote, Shaun Murphy.

### Révélation lente et difficile (2005-2012)
En 2005, il atteint sa première demi-finale dans un tournoi classé à l'Open du pays de Galles. Il réitère ensuite au Grand Prix, aujourd'hui appelé « Open mondial ». L'année suivante, il va encore jusqu'en demi-finale au pays de Galles, mais s'y incline de nouveau. Toujours en 2006, Hawkins bat le Chinois Ding Junhui et se qualifie pour le championnat du monde, entrant par la même occasion dans le top 16 du classement mondial pour la première fois. 
En 2006-2007, Barry Hawkins se hisse une nouvelle fois en demi-finale d'un tournoi classé, lors de l'Open de Chine, mais s'incline contre Jamie Cope en manche décisive. La même saison, il atteint pour la première fois de sa carrière la finale d'un tournoi, à l'occasion du Masters d'Irlande (tournoi non classé). Il perd cependant contre Ronnie O'Sullivan. Malgré une baisse au classement la saison qui suit, Hawkins est victorieux au tournoi qualificatif au Masters.
Il retrouve une bonne forme en 2008-2009, alignant les quarts de finale au trophée d'Irlande du Nord et au championnat de Bahreïn. Hawkins termine la saison à la 17e place mondiale. Cependant, l'Anglais n’enchaîne pas et sort du top 20 en fin de saison suivante ; saison qui est tout de même marquée par une nouvelle finale, lors du Grand Prix à six billes rouges.
Les deux saisons suivantes, Hawkins remporte ses deux premiers matchs au Crucible Theatre, éliminant Stephen Maguire au premier tour du championnat du monde 2011 et surclassant Mark Selby au premier tour du championnat du monde 2012 (10-3). Également en 2012, il remporte son deuxième titre, à l'occasion du Shoot-Out.
Au cours de la saison 2012-2013, Hawkins gagne son premier tournoi classé, l'Open d'Australie. Il bénéficie d'un tableau dégagé ; de nombreux joueurs du top 10 ayant fait l'impasse. Il atteint la finale en battant Matthew Stevens et Mark Davis. Il réalise une excellente finale, dominant Peter Ebdon 9-3.

### Meilleures années (depuis 2013)

#### Championnat du monde 2013
En fin de saison 2012-2013, lors du championnat du monde, Hawkins est l'invité surprise de la finale après des victoires surprenantes. Lors de son premier match, il ne laisse aucune chance au jeune Jack Lisowski, qu'il bat sur le score écrasant de 10 à 3. Face à son compatriote Mark Selby au second tour, alors mené 7-9, Hawkins fait preuve de beaucoup de sang froid pour s'imposer par 13 manches à 10 et filer pour la première fois de sa vie en quart de finale du tournoi. Il vainc ensuite Ding Junhui (13-7), pour accéder au dernier carré. Sa demi-finale l'oppose au 14e joueur mondial ; Ricky Walden. Dos au mur à 8-12, Hawkins est très solide mentalement, et finit par s'imposer sur le score de 17-14. Cependant, malgré un début de finale serré, il perd sur le score de 12 à 18 contre Ronnie O'Sullivan. 

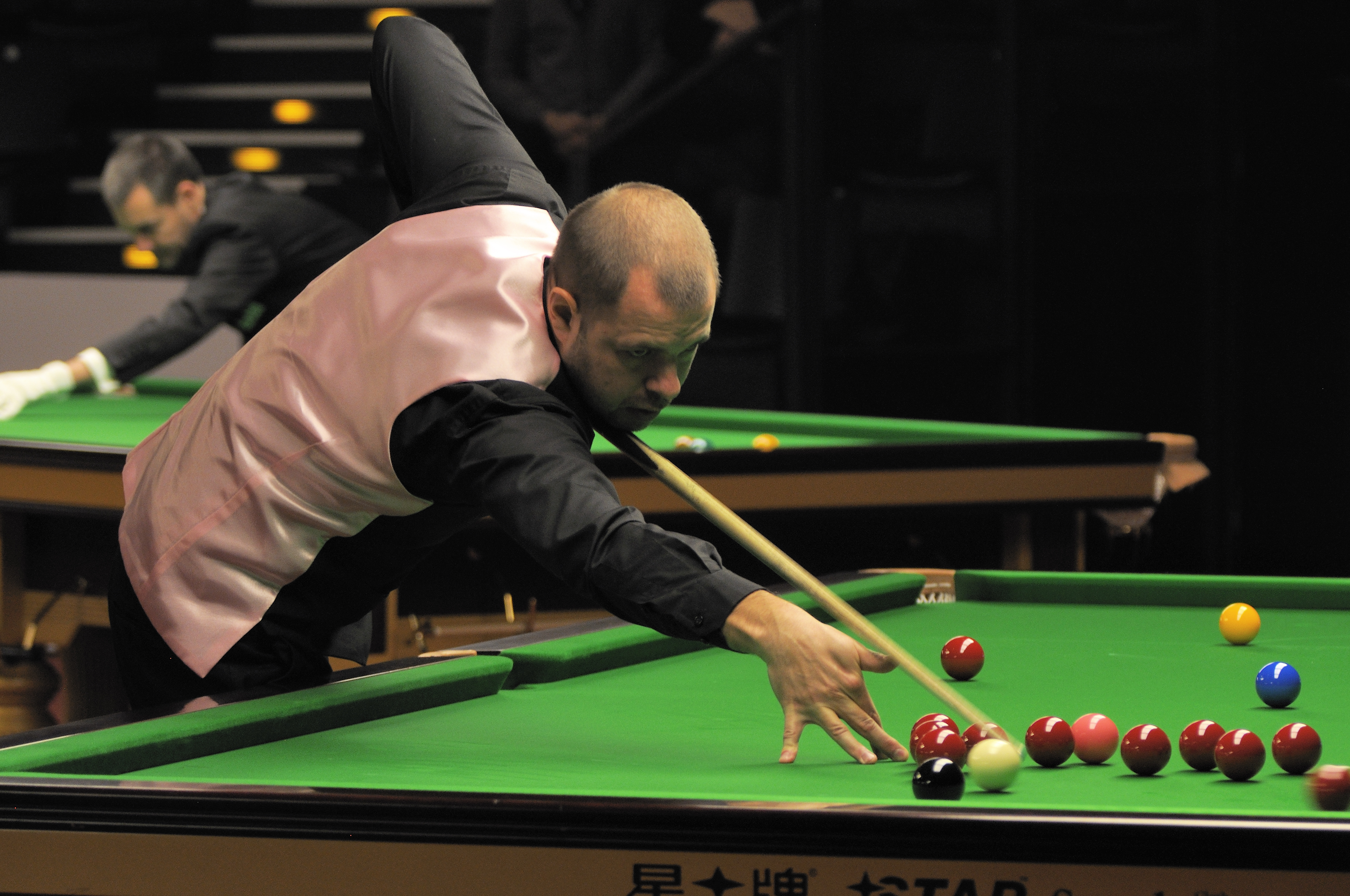
Barry Hawkins au Masters d'Allemagne 2014.

#### Deuxième et troisième victoire classée (2014-2017)
La saison suivante, il est demi-finaliste de l'Open du pays de Galles. Hawkins remporte également son deuxième tournoi classé en 2014, battant Gerard Greene lors de l'épreuve finale du championnat des joueurs. En toute fin de saison, il parvient à retrouver la demi-finale du championnat du monde, éliminant Ricky Walden au deuxième tour. En demi-finale, il est une nouvelle fois battu par son compatriote Ronnie O'Sullivan. Hawkins termine la saison au cinquième rang mondial. 
Après une nouvelle demi-finale au championnat du monde 2015, en janvier 2016, il dispute sa deuxième finale dans un tournoi de la triple couronne au Masters, mais il est battu par O'Sullivan, sur le score sévère de 10 à 1. En novembre 2016, il échoue en finale de l'Open d'Irlande du Nord, battu par Mark King, sur le score de 8 manches à 9. En février 2017, Hawkins s'impose dans le Grand Prix mondial face au Gallois Ryan Day, sur le score de 10 manches à 7. 
En fin de saison, Barry Hawkins parvient à rejoindre une quatrième demi-finale au championnat du monde. Pour ce faire, il vainc à la suite Tom Ford, Graeme Dott et Stephen Maguire. Son parcours s'arrête finalement contre John Higgins. 

#### Petite baisse de régime (2018-2021)
Au cours de la saison 2017-2018, il est de nouveau finaliste de deux épreuves classées, finales qu'il perd toutes les deux : à Cardiff face à Higgins et à Pékin face à Selby. Il figure également pour la cinquième fois en demi-finale du championnat du monde, après 2013, 2014, 2015 et 2017. Il y est battu par le futur champion, Mark Williams. 
La saison suivante s'avère assez moyenne puisque Hawkins a pour meilleur résultat sur les tournois classés une demi-finale perdue face à Judd Trump au Grand Prix mondial. Il est quand même finaliste du Masters de Shanghai, battu par O'Sullivan, une fois de plus. En avril 2019, pour la première fois depuis 2012, il est éliminé avant les quarts de finale au championnat du monde, battu par l'Anglais Kyren Wilson au deuxième tour, 13 manches à 11. En guise de consolation, il glanera le titre contre Wilson la saison suivante au Classique Paul Hunter, épreuve de catégorie non classée. 
Hawkins retrouve de la consistance pendant la saison 2020-2021 ; il dispute trois demi-finales (Masters d'Allemagne, championnat des joueurs et championnat du circuit). Toutefois, il s'incline dans ces trois occasions. Ces bons résultats lui permettent de retrouver le top 16 mondial, lui qui en était sorti à l'issue de la précédente saison. 

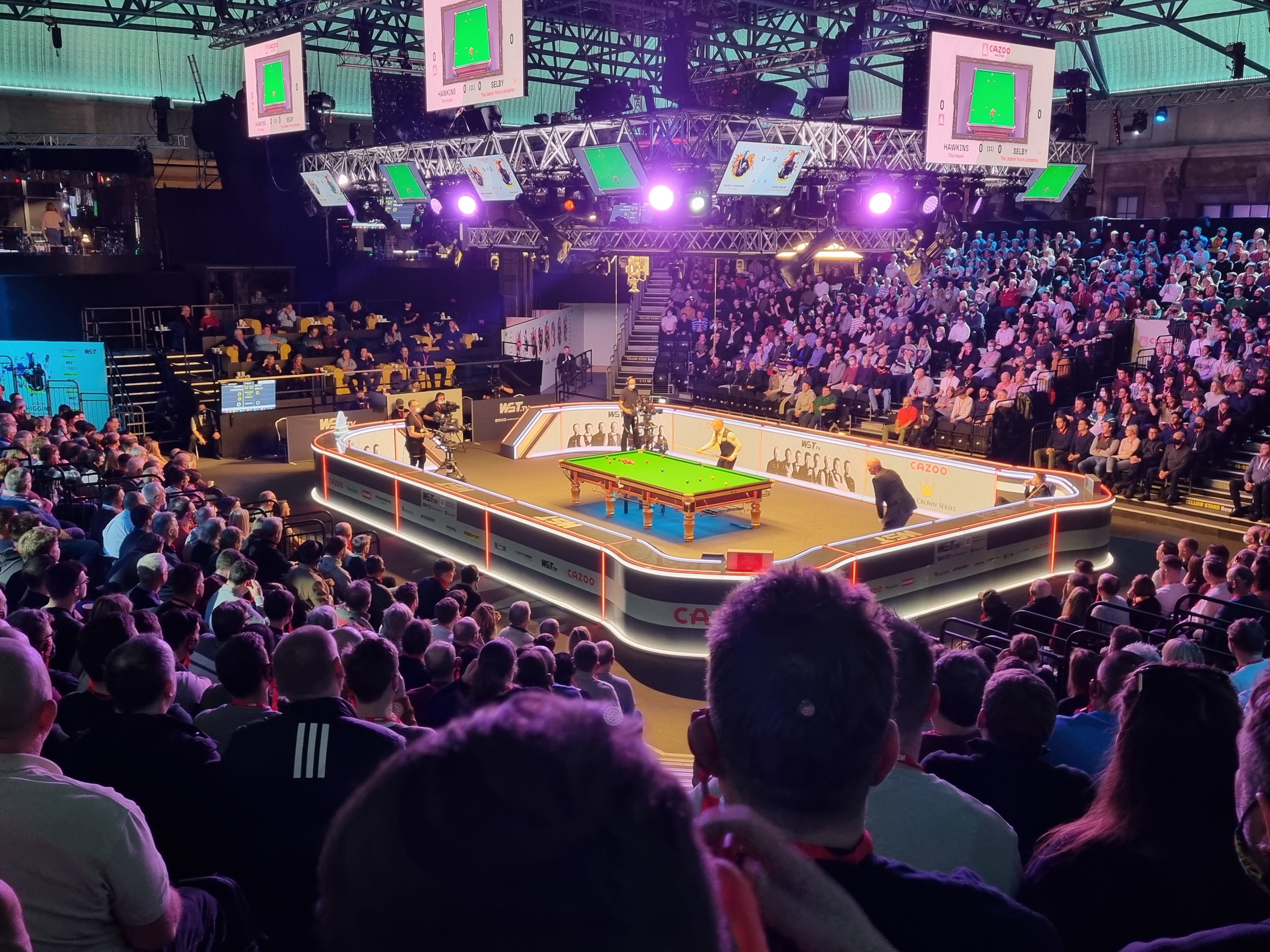
Barry Hawkins (à la table) lors de sa demi-finale au Masters 2022.

#### Retour au premier plan (depuis 2022)
Hawkins s'améliore encore davantage durant la saison 2021-2022. Il commence par atteindre sa première demi-finale en carrière au championnat du Royaume-Uni. Il s'y incline face au futur vainqueur, Zhao Xintong (6 à 1) et effectue son retour dans le top 10. Au Masters, il retrouve la finale d'un tournoi majeur après des victoires contre Mark Selby et Judd Trump, respectivement no 1 et 2 mondiaux. Toutefois, il concède une défaite sans appel face à Neil Robertson (10-4). Par la suite, il rejoint une nouvelle finale classée lors du championnat des joueurs mais la perd encore face à Robertson. 
Barry Hawkins débute idéalement la saison suivante puisqu'il réussit un beau parcours au Masters d'Europe, ralliant la finale après avoir battu successivement Judd Trump et Mark Williams et ayant signé un total de huit centuries. En confiance à la suite de ses performances, l'Anglais part légèrement favori de la finale qui l'oppose à Kyren Wilson. Néanmoins, il s'écroule, comme souvent en finale, et s'incline sur le score de 9-3. 
L'année suivante, l'Anglais prend sa revanche et remporte le tournoi en dominant le champion du monde en titre, Luca Brecel, puis Mark Selby et Judd Trump en finale (9-6). Il s'agit de son quatrième titre en tournoi classé. En novembre 2024, Hawkins domine Ronnie O'Sullivan au premier tour du championnat du Royaume-Uni. Surfant sur cette bonne dynamique, il rejoint ensuite la finale de l'épreuve où il s'accroche jusqu'au bout, mais doit céder de peu contre Judd Trump (10-8). 
En début d'année 2025, Hawkins s'extirpe d'un tableau relativement dégagé au Masters d'Allemagne et rejoint sa douzième finale de classement en carrière. Auteur d'un match solide, il finit quand même par s'incliner en manche décisive contre le champion du monde en titre : Kyren Wilson. Il atteint également la demi-finale du championnat du circuit, où il s'incline contre John Higgins,. 

## Technique
Dans la vie de tous les jours, Barry Hawkins est droitier. Cependant, au snooker, il joue de la main gauche. En revanche, lorsqu'il joue une bille avec le reposoir, il tient sa queue de billard avec la main droite pour mieux contrôler la bille blanche. Hawkins justifie cette technique par le fait qu'il ait un œil directeur droit.

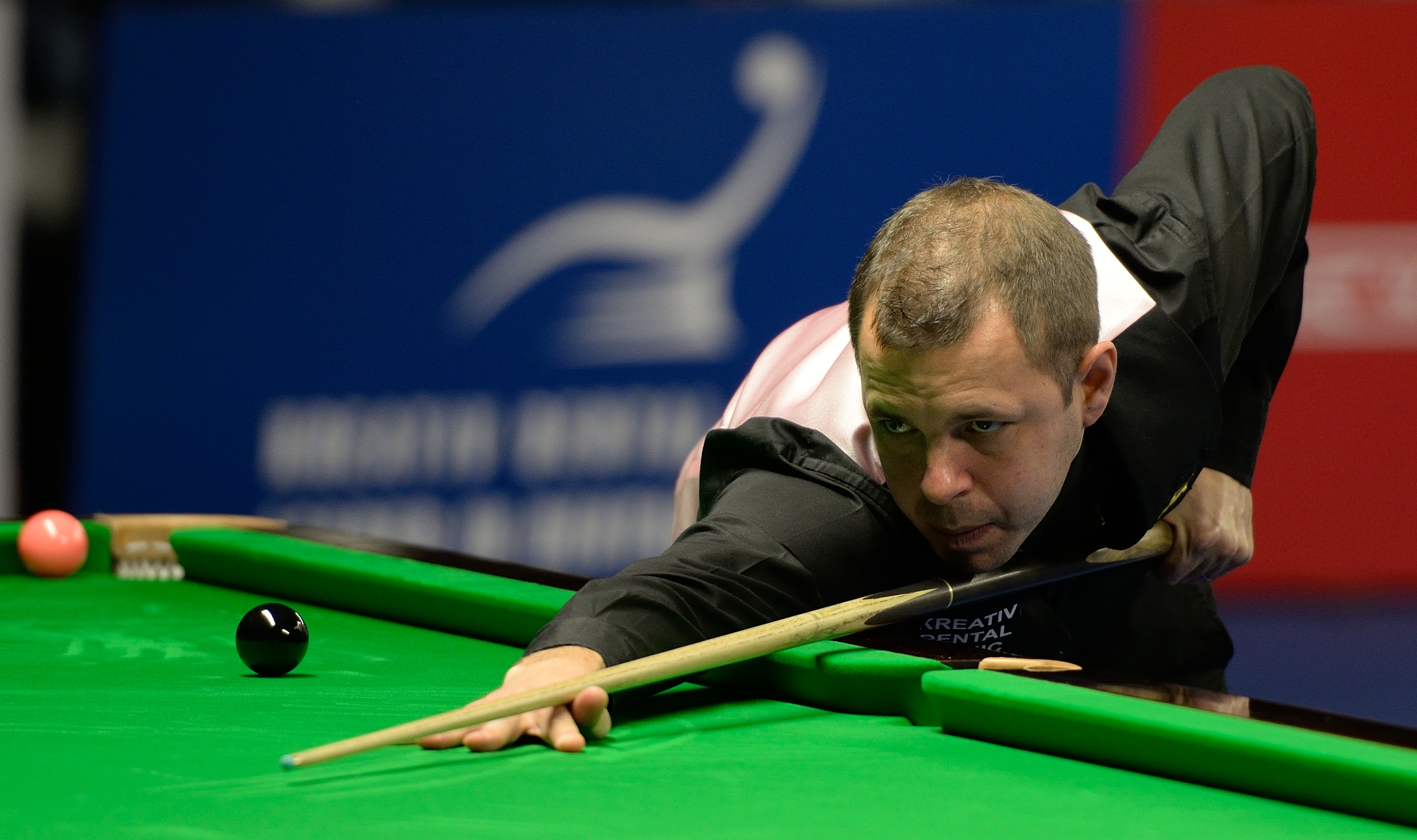
Aperçu de la technique de jeu de Barry Hawkins.
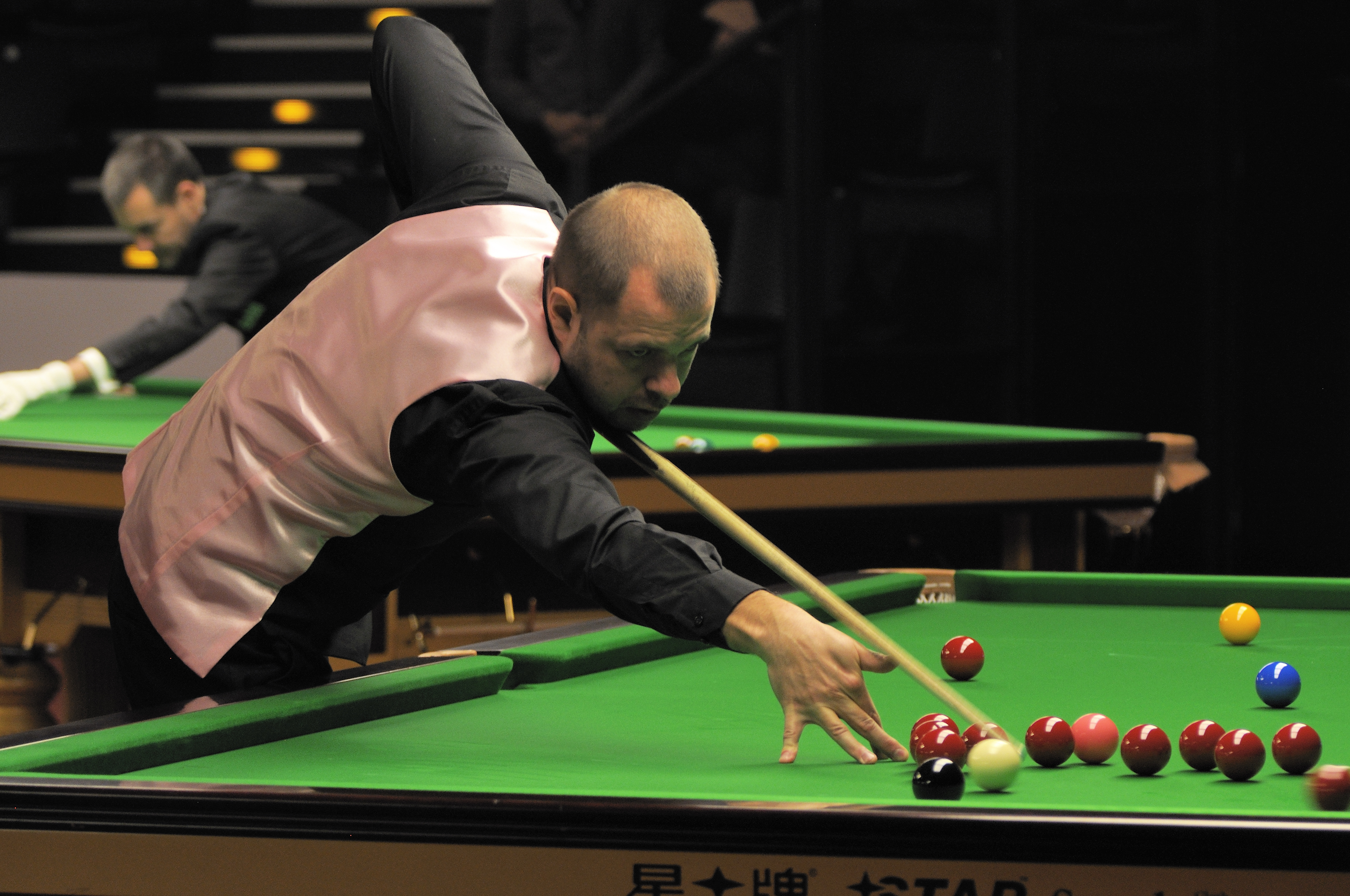
Barry Hawkins, jouant une bille rouge en chevalet (position surélevée).
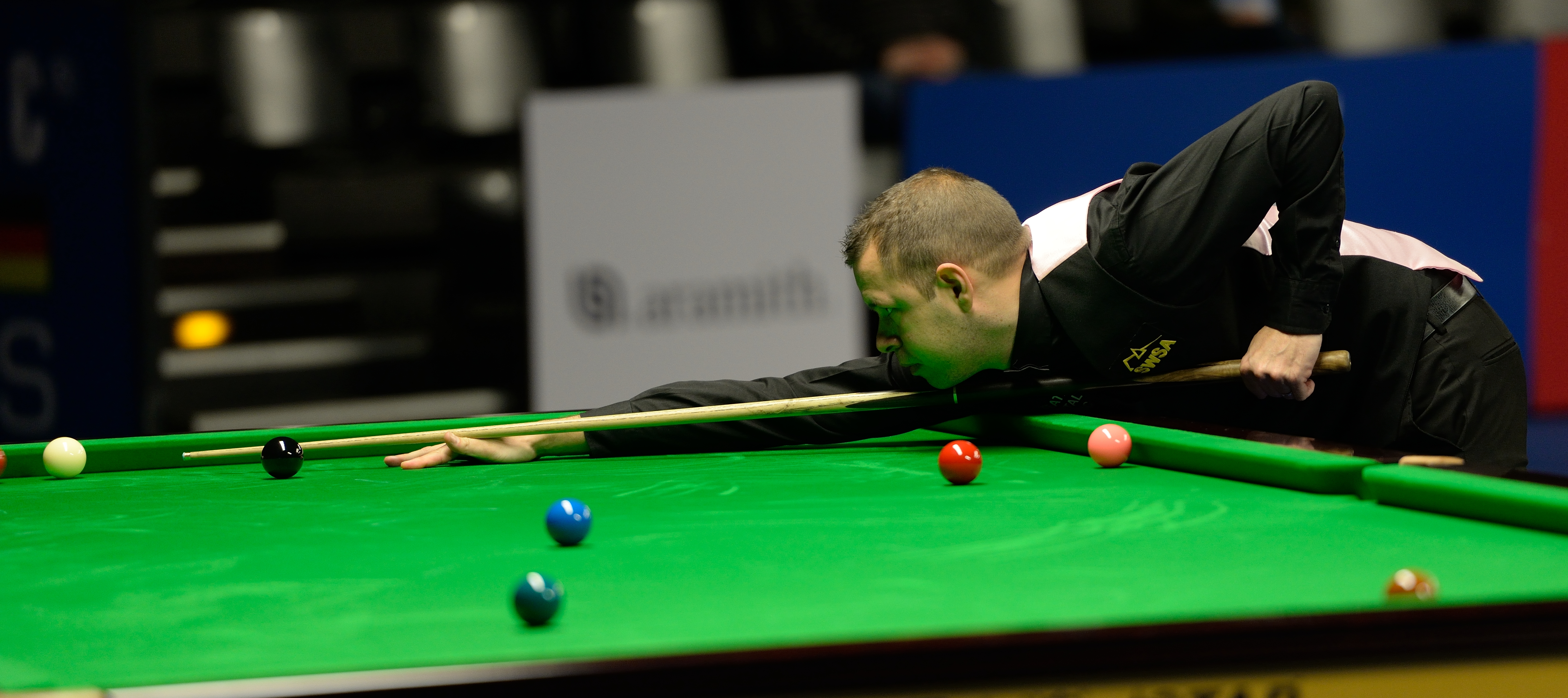
Image illustrative de la technique de Barry Hawkins (vue de profil).
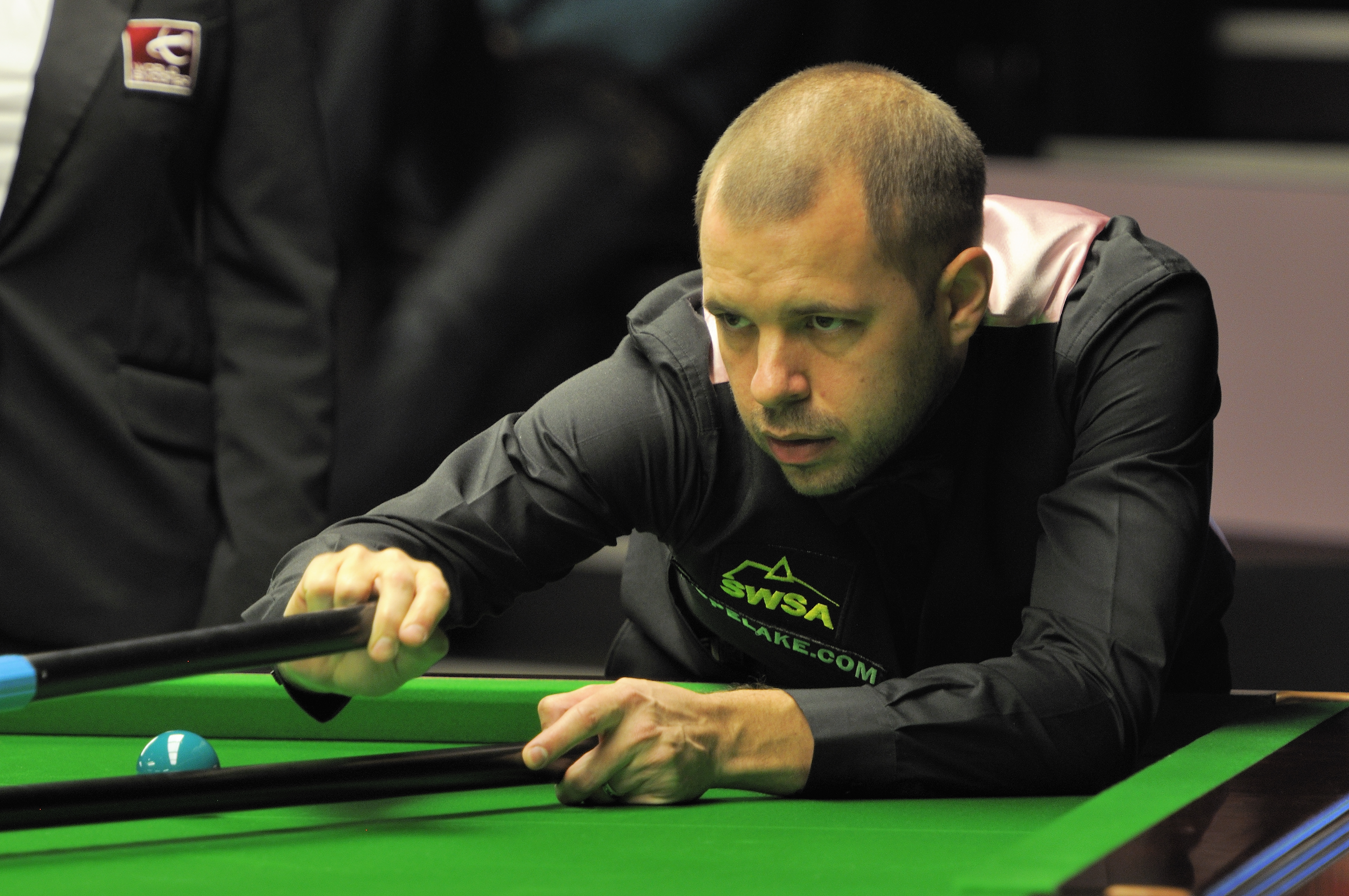
Hawkins joue au reposoir avec sa main droite pour mieux contrôler la bille blanche.

## Palmarès

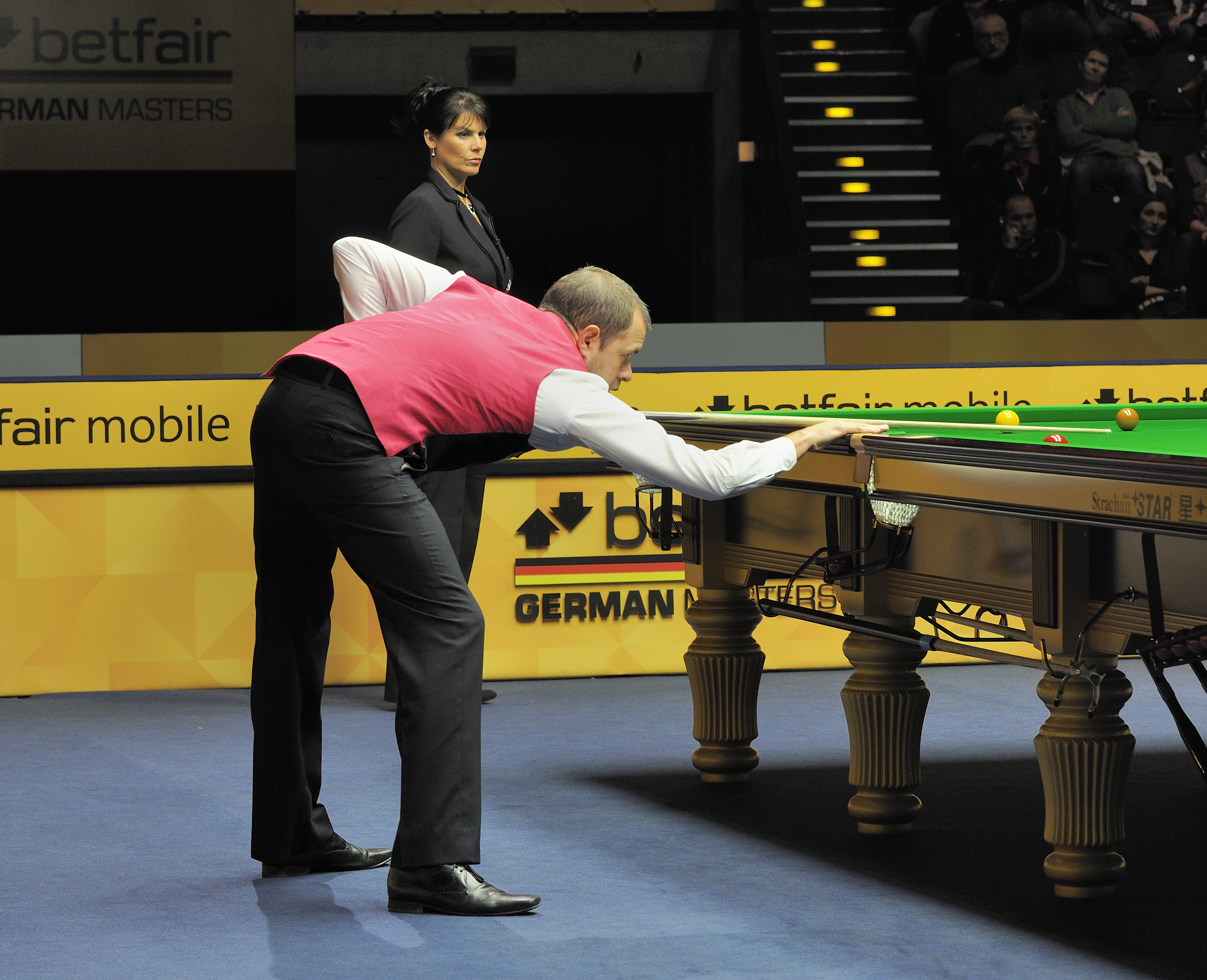
Barry Hawkins en 2013.

| Légende | Catégorie                        | Titres                         | Finales                        |
|         | Tournois classés                 | 4                              | 8                              |
|         | Tournois classés mineurs         | 1                              | 0                              |
|         | Tournois non classés             | 4                              | 5                              |
|         | Tournois en équipes              | 1                              | 1                              |
|         | Tournois alternatifs             | 1                              | 1                              |
|         | Tournois du circuit du challenge | 1                              | 2                              |
|         | Tournois pro-am                  | 0                              | 2                              |
| Gras    | Tournois de la triple couronne   | Tournois de la triple couronne | Tournois de la triple couronne |

### Titres

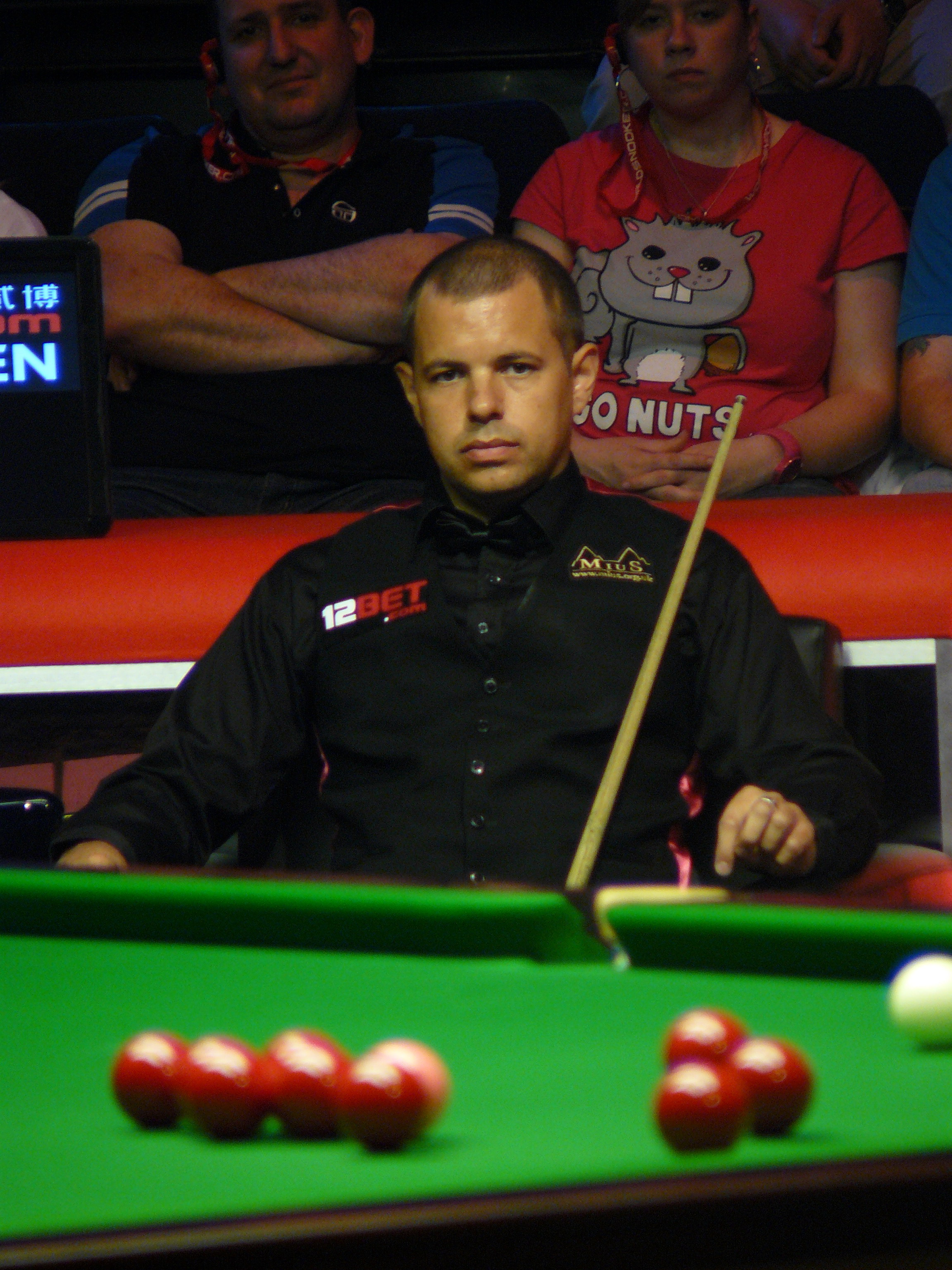
Hawkins, lors de l'Open mondial 2010.

| Saison    | Nom du tournoi                                      | Lieu      | Finaliste                   | Score | Tableau |
| 1999-2000 | Circuit du Royaume-Uni (épreuve 4)                  | Prestatyn | Craig Butler                | 6-1   |         |
| 2007-2008 | Épreuve qualificative au Masters                    | Prestatyn | Kurt Maflin                 | 6-4   | Tableau |
| 2009-2010 | Pro Challenge Series (épreuve 5)                    | Liverpool | Michael Holt                | 5-1   |         |
| 2011-2012 | Snooker Shoot-Out                                   | Blackpool | Graeme Dott                 | 1-0   |         |
| 2012-2013 | Open d'Australie                                    | Bendigo   | Peter Ebdon                 | 9-3   | Tableau |
| 2013-2014 | Championnat du circuit des joueurs (épreuve finale) | Preston   | Gerard Greene               | 4-0   | Tableau |
| 2015-2016 | Open de Riga                                        | Riga      | Tom Ford                    | 4-1   | Tableau |
| 2016-2017 | Grand Prix mondial                                  | Preston   | Ryan Day                    | 10-7  | Tableau |
| 2018-2019 | Masters de Macao                                    | Macao     | Williams, Perry, Fu et Anda | 5-1   | Tableau |
| 2018-2019 | Masters de Macao                                    | Macao     | Mark Williams               | 3-2   | Tableau |
| 2019-2020 | Classique Paul Hunter                               | Fürth     | Kyren Wilson                | 4-3   | Tableau |
| 2023-2024 | Masters d'Europe                                    | Nuremberg | Judd Trump                  | 9-6   | Tableau |

### Finales perdues
| Saison    | Nom du tournoi                         | Lieu          | Finaliste         | Score | Tableau |
| 1999-2000 | Circuit du Royaume-Uni (épreuve 1)     | Prestatyn     | Matt Wilson       | 4-6   |         |
| 1999-2000 | Circuit du Royaume-Uni (épreuve 3)     | Prestatyn     | Simon Bedford     | 5-6   |         |
| 2006-2007 | Open de Fürth                          | Fürth         | Michael Holt      | 2-4   |         |
| 2006-2007 | Masters d'Irlande                      | Kilkenny      | Ronnie O'Sullivan | 1-9   | Tableau |
| 2007-2008 | Tournoi sur invitation de Hamm         | Hamm          | Ronnie O'Sullivan | 2-6   |         |
| 2009-2010 | Grand Prix mondial à six billes rouges | Bangkok       | Jimmy White       | 6-8   |         |
| 2012-2013 | Championnat du monde                   | Sheffield     | Ronnie O'Sullivan | 12-18 | Tableau |
| 2013-2014 | Pink Ribbon                            | Gloucester    | Joe Perry         | 3-4   |         |
| 2015-2016 | Masters                                | Londres       | Ronnie O'Sullivan | 1-10  | Tableau |
| 2016-2017 | Open d'Irlande du Nord                 | Belfast       | Mark King         | 8-9   | Tableau |
| 2017-2018 | Coupe du monde                         | Wuxi          | Chine             | 3-4   | Tableau |
| 2017-2018 | Open du pays de Galles                 | Cardiff       | John Higgins      | 7-9   | Tableau |
| 2017-2018 | Open de Chine                          | Pékin         | Mark Selby        | 3-11  | Tableau |
| 2018-2019 | Masters de Shanghai                    | Shanghai      | Ronnie O'Sullivan | 9-11  | Tableau |
| 2021-2022 | Masters (2)                            | Londres       | Neil Robertson    | 4-10  | Tableau |
| 2021-2022 | Championnat des joueurs                | Wolverhampton | Neil Robertson    | 5-10  | Tableau |
| 2022-2023 | Masters d'Europe                       | Fürth         | Kyren Wilson      | 3-9   | Tableau |
| 2024-2025 | Championnat du Royaume-Uni             | York          | Judd Trump        | 8-10  | Tableau |
| 2024-2025 | Masters d'Allemagne                    | Berlin        | Kyren Wilson      | 9-10  | Tableau |